# St. Anna (Wülfte)

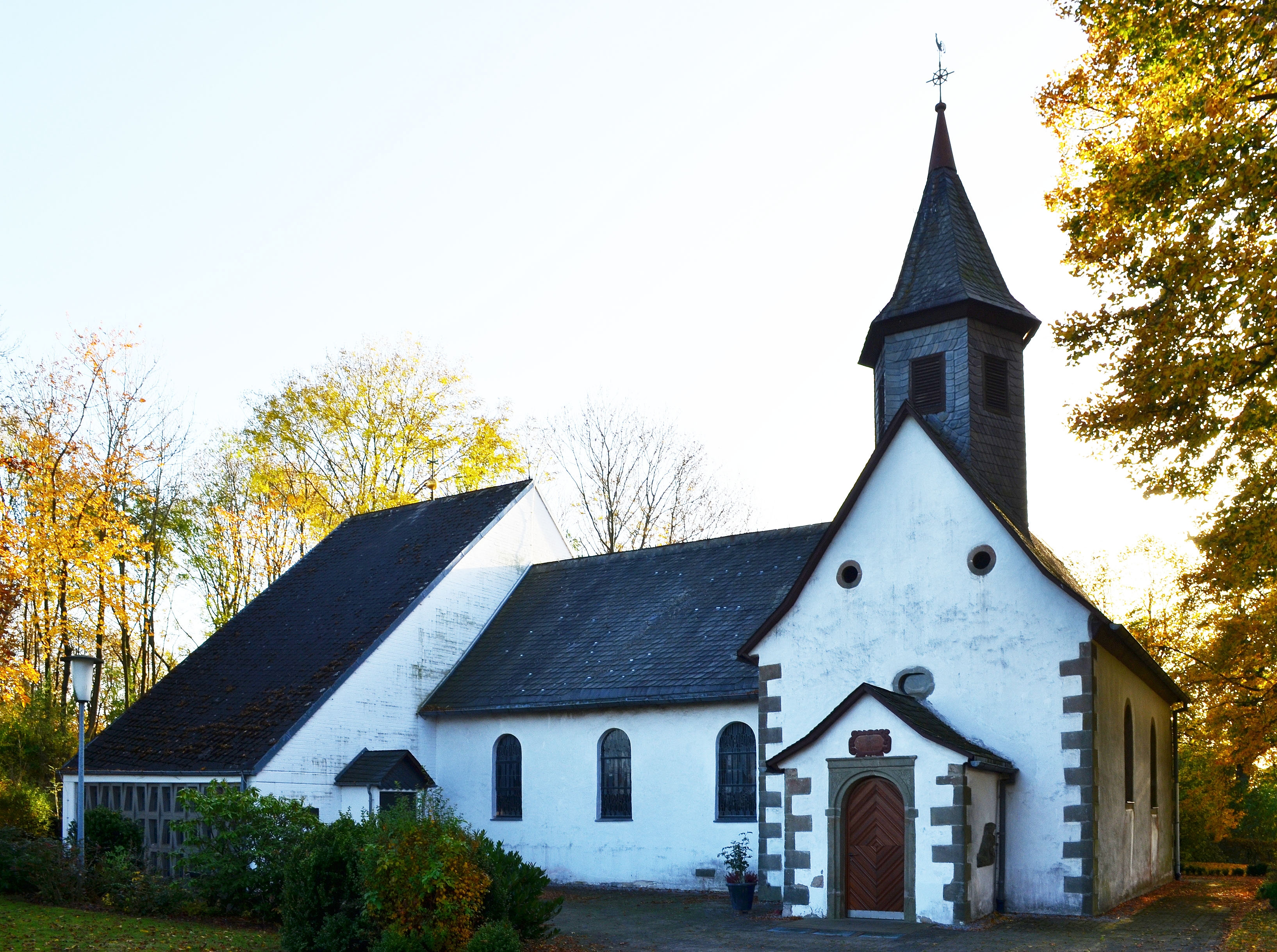
Außenansicht von St. Anna

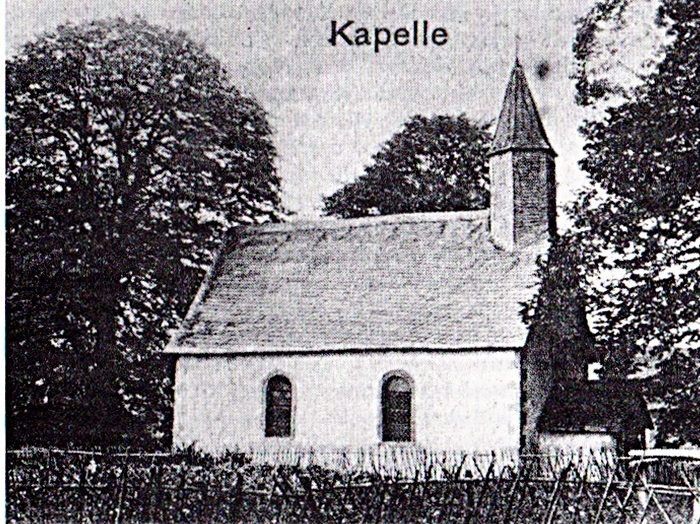
St. Anna, historische Ansicht von 1910

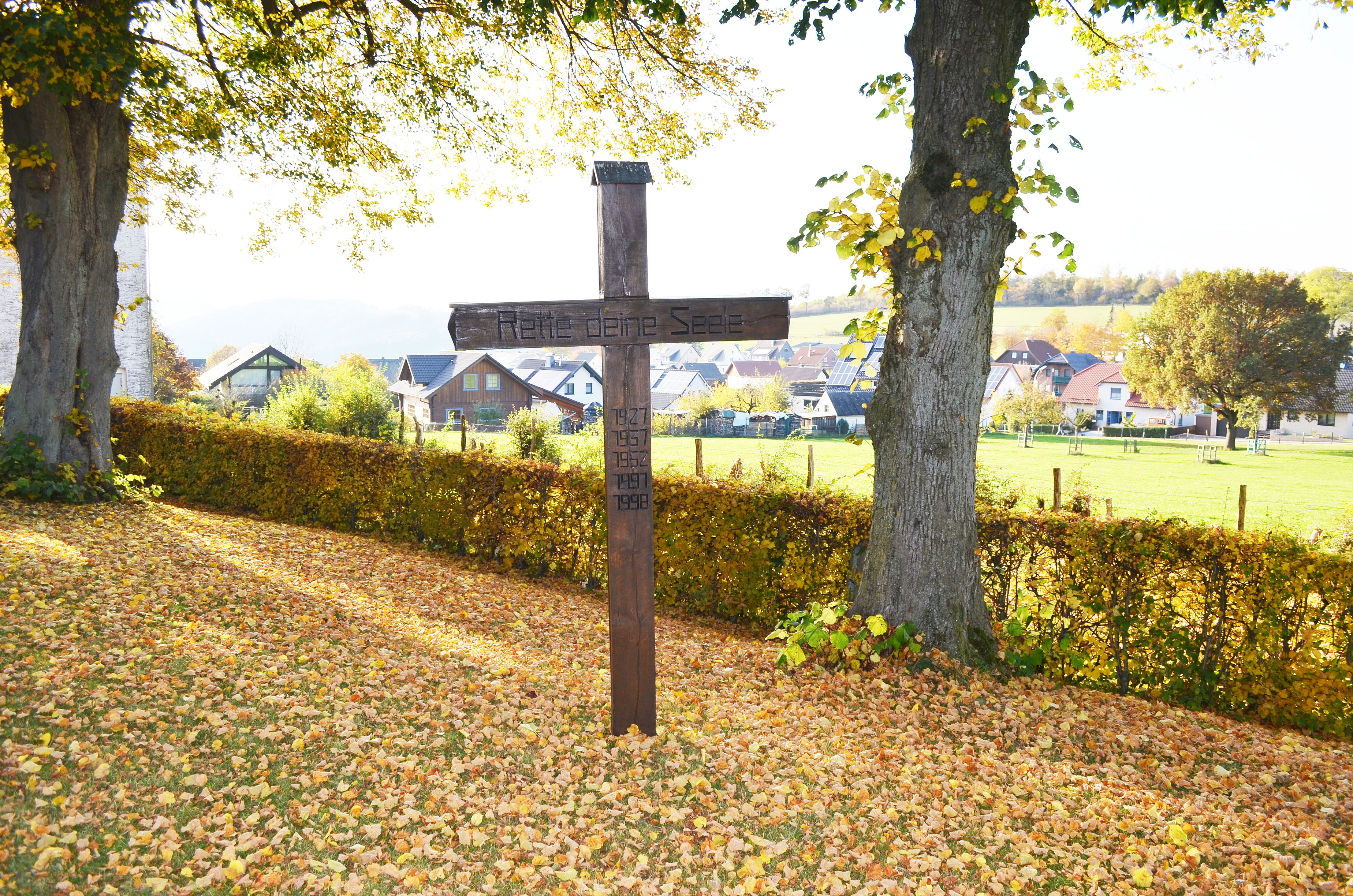
Missionskreuz im Außenbereich

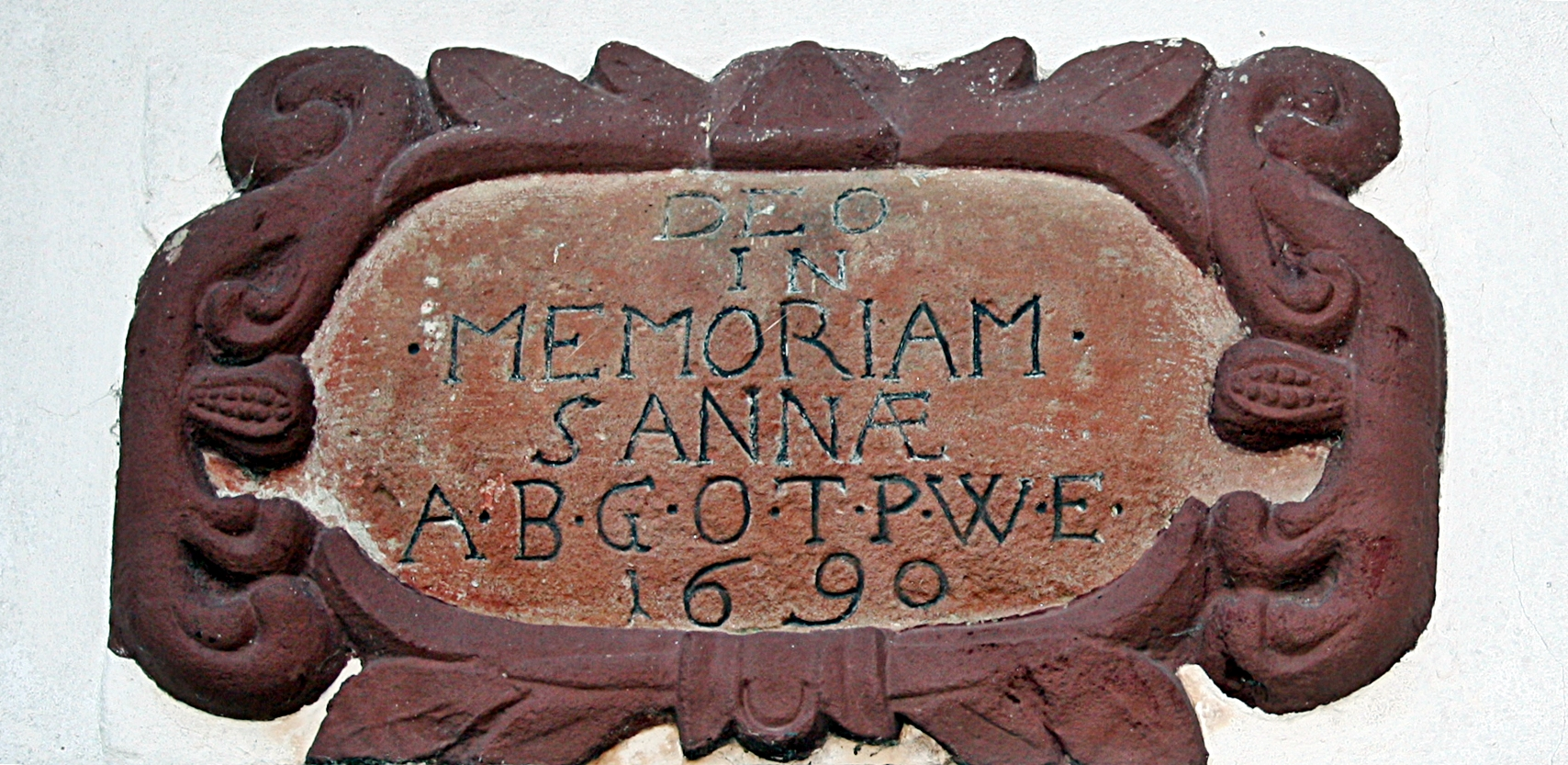
Kartusche über der Tür

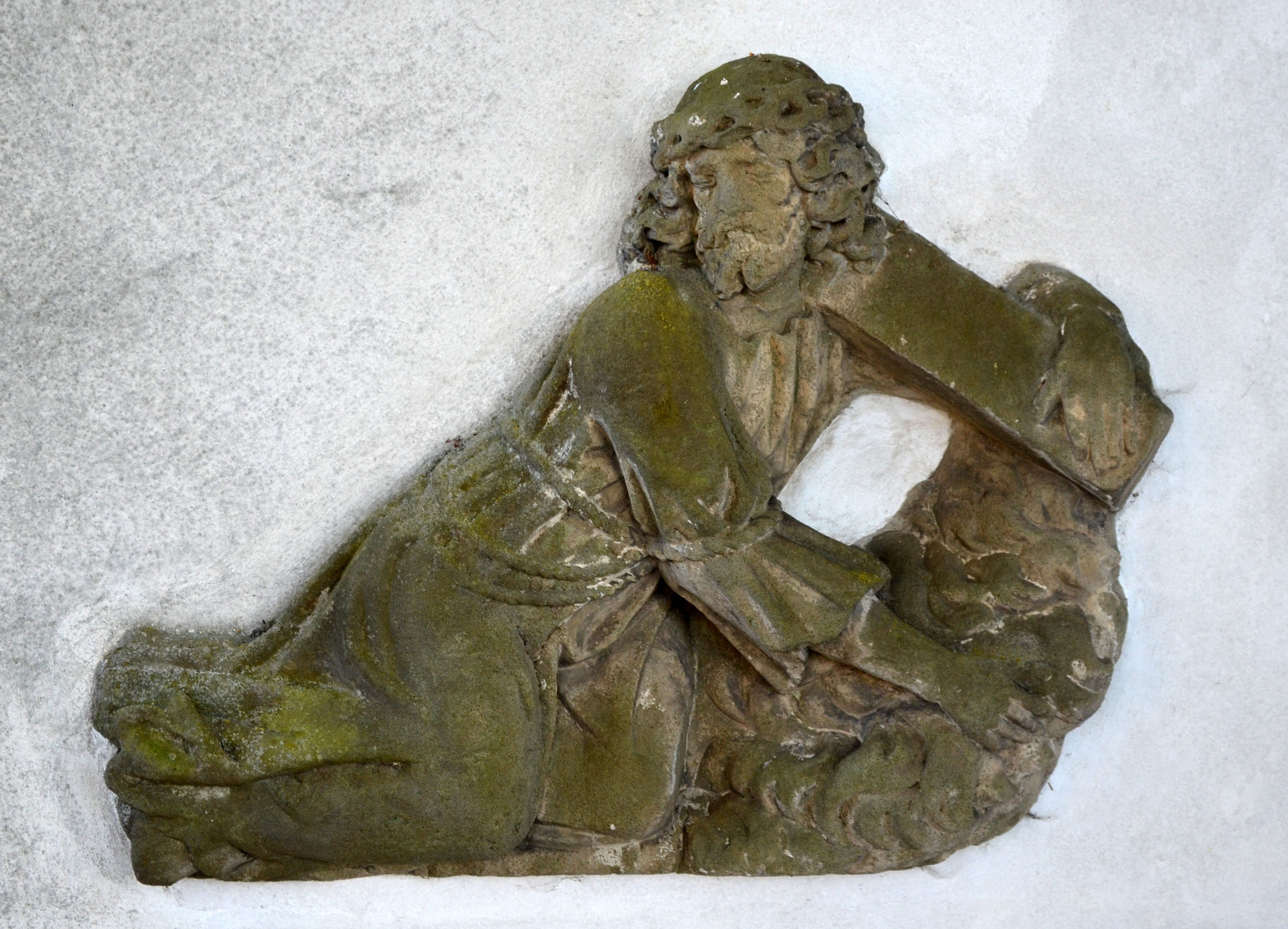
Relief an der Außenmauer, Fragment einer Kreuzwegszene

Die katholische St. Anna Kapelle ist ein denkmalgeschütztes Kirchengebäude in Wülfte, einem Ortsteil von Brilon im Hochsauerlandkreis (Nordrhein-Westfalen).

## Geschichte und Architektur
Der ursprünglich einfache Rechteckbau mit einer kleinen Vorhalle wurde 1690 errichtet. Durch einen Anbau nach Osten wurde 1921 eine Erweiterung vorgenommen. Auf dem Schieferdach steht auf dem wenig abgewalmten Nordgiebel der sechsseitige Dachreiter. Die Vorhalle betritt man durch ein rundbogiges Portal. Durch eine roh vorgesetzte Türzarge wurden die Blattornamente und das Kampfergesims in den Bogenzwickeln verdeckt. Die Kartusche über der Türumrahmung ist mit einer Inschrift versehen: DEO IN MEMORIAM S. ANNAE A.B.G.O.T.P.W.E.1690. Das bedeutet: Auctore Bartholomaeo Gerwins Ordinius Teutonici Presbytero Wulfensi Extructum 1690 (Errichtet im Jahre 1690 auf Veranlassung von Bartholomäus Gerwins, Priester des Deutschen Ordens aus Wülfte). Der baufällig gewordene Dachreiter wurde 1798 erneuert. Nach dem Abbruch wurde er neu aufgezimmert, mit Schiefer beschlagen und eingedeckt. In dieser Zeit wurden auch Schäden am Dach beseitigt und die Kapelle wurde innen neu gestrichen. Das Gebäude galt 1839 als baufällig, es wurde in den folgenden Jahren mehrfach umfangreich ausgebessert und saniert. Das Dach wurde 1883 neu mit Schiefer eingedeckt, die Innendecke wurde 1885 neu geplistert. Der Außenputz wurde 1894 erneuert. 1921 wurde eine Lücke in die östliche Seitenwand geschlagen und es wurden bis 1922 ein Anbau und eine Sakristei errichtet. Ein Teil der benötigten Steine wurde von einer abgebrochenen Mauer gewonnen. Die Brüder Bergenthal malten die Kirche 1929 künstlerisch aus. Der Dachreiter musste 1949 erneuert werden. Im Innenraum wurde 1949 ein neuer Holzfußboden verlegt. Ein erneuter Anbau nach Osten wurde 1974 errichtet, dabei wurde auch der Altbau komplett saniert. Die ehemalige Sakristei wurde abgerissen und neu gebaut.

## Ausstattung

### Glocken
Die Glocke im Türmchen hat einen Durchmesser von 39 cm, sie wurde 1848 von Heinrich Humpert aus dem Material der defekten Vorgängerglocke gegossen. Diese Glocke wurde 1942 für „kriegswichtige Zwecke“ eingezogen. Ersetzt wurde sie 1943 durch eine von der Gießerei Junker, dem Nachfolger von Humpert, hergestellte Glocke. Diese dünnwandige Glocke aus einer Zinklegierung wurde vom Hersteller beschönigend als Briloner Sonderbronze bezeichnet. Sie ist auf den Ton d″ gestimmt und wiegt etwa 90 kg.

### Barockaltar
Ein Altar wird erstmals in einer Rechnung im Jahr 1799 erwähnt. In einer Erwähnung von 1839 wird mitgeteilt, der Altar sei in dem oberen Teil mit einem Gemälde versehen gewesen, dies sei durch einen Riss in der Leinwand völlig entstellt. Valentin Wiegelmann, ein Briloner Malermeister, malte 1850 den Altar neu aus. Das Antependium dieses Barockaltars hatte eine Breite von 1,90 m und eine Tiefe von 95 cm. Die Höhe vom Tisch aus war 2,85 m, somit hatte der Altar eine Gesamthöhe von etwa 3,80 m. In der Mitte des Aufbaues stand ein mit drei Nischen verzierter Tabernakel, mit einer Höhe von 110 cm und einer Breite von 63 cm. Seitlich des Altares erhoben sich zwei gewundene Säulen, die mit einem Kapitell abschlossen. Der Tabernakel wurde durch zwei kürzere Säulen begrenzt. Die hölzernen Flächen waren zum Teil marmoriert, die Kapitelle wurden mit Goldfarbe ausgemalt. Wiegelmann zog eine neue Leinwand unter die Leinwand des beschädigten Gemäldes und besserte es aus. In einem Schreiben von 1898 wurde der Altar als so armselig und defekt beschrieben, dass ein neuer angeschafft werden müsse. Von dem Barockaltar ist nichts mehr erhalten.

### Gotischer Altar
Josef Hillebrand aus Brilon war zu seiner Zeit ein bekannter Kunsttischler und Bildhauer. Er wurde mit der Fertigung des gotischen Altars betraut. Für 800 Mark fertigte er einen Altar aus Eichenholz. Dieser wurde bis 1974 benutzt. Das Mittelstück steht noch heute als eine Art umgearbeitete Stele an der Stirnwand. Aus einem anderen Teil wurde ein Opferaltar.

### Sonstige Ausstattung
- 1934 wurde der Kreuzweg eingeweiht.
- Der feuerfeste und diebstahlsichere Tabernakel wurde 1940 angeschafft.
- Die 13 Kirchenbänke aus Eichenholz wurden gebrauch angeschafft.
- Eine aus fünf Manualregistern und einem Pedalregister bestehende Orgel wurde 1979 durch die Firma Mendel in Rixen eingebaut. Sie steht in einer Giebelnische, der Spieltisch steht in der Nähe des Altares.
- Die Figuren der Hl. Anna und des Hl. Antonius gehörten wohl zum alten Altar, sie sind etwa 87,5 cm hoch.
- Die Figuren des Hl. Nikolaus und des Hl. Martin sind im Stile des Barock gehalten; nach Sachverständigengutachten wurden sie zwischen 1600 und 1700 angefertigt. Sie sind 98 cm hoch.